# Elias Keßler

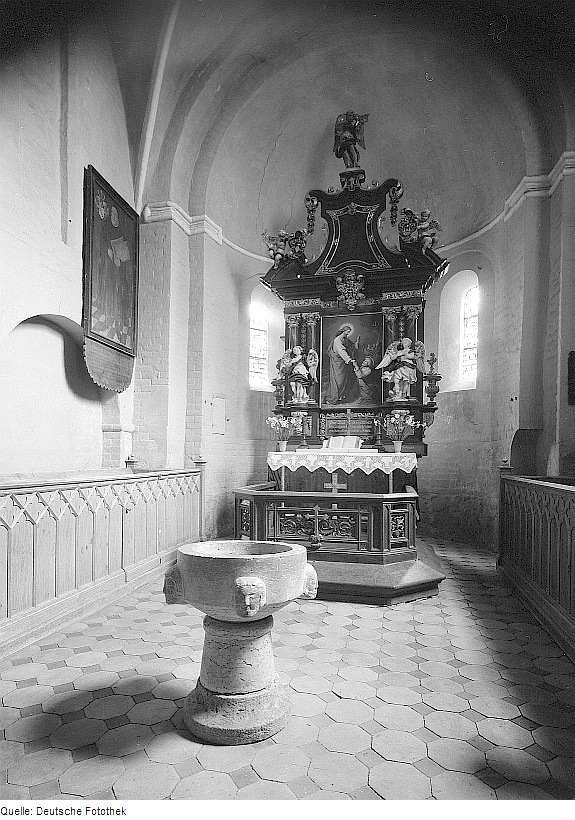
Altar der Pfarrkirche Altenkirchen

Elias Keßler, auch Kessler (um 1685; † 26. Januar 1730 in Stralsund, Schwedisch-Pommern) war ein deutscher Bildhauer aus Stralsund.

## Leben und Wirken
Über Keßlers Herkunft und Ausbildung ist wenig bekannt; eine Ausbildung im Kreis der Berliner Akademie um Andreas Schlüter ist angesichts Keßlers Werken wahrscheinlich.
Karl Möller nennt Keßler in seinem Werk „Stralsunder Bildhauerkunst des 18. Jahrhunderts“ den seit dem ersten Drittel des 18. Jahrhunderts führenden Bildhauer der Provinz Schwedisch-Pommern. Keßler wird zum ersten Mal 1704 in einem Verhandlungsprotokoll des Tischleramtes Stralsund erwähnt.
Nach Detlef Witt war Keßler der „(...) künstlerisch bedeutendste Vertreter dieser Zunft in der Hansestadt am Sund“.

## Werke

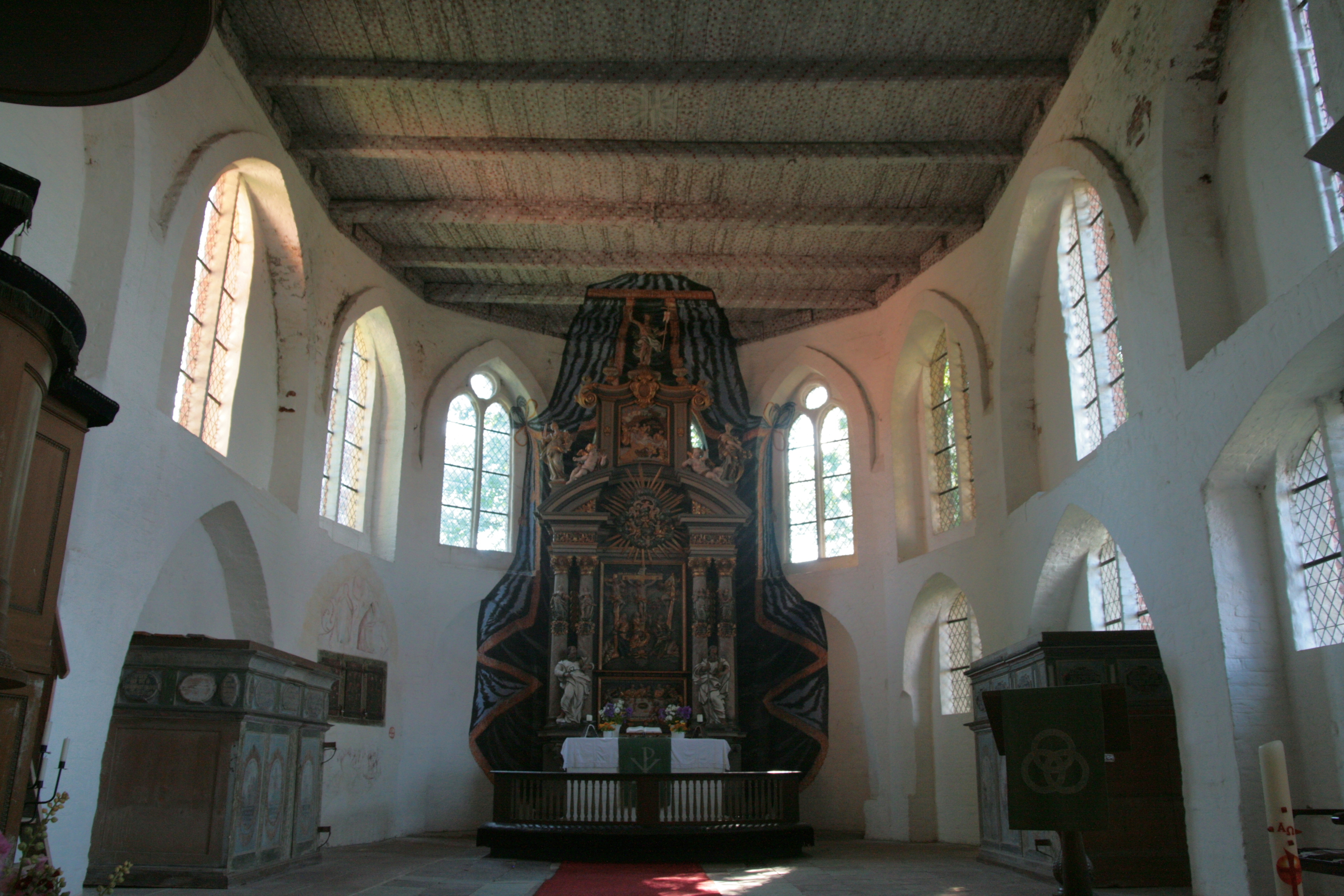
Altar der Kirche St. Michael in Sagard

Zu seinen Werken, die in der Zeit von 1717 bis 1727 geschaffen wurde, zählen mehr als 200 Vollfiguren, etliche Reliefs und ornamente Plastiken, wobei Karl Möller aufgrund der Vielzahl der Werke sowie die erheblichen Qualitätsunterschiede die Mitarbeit von Gehilfen annimmt. Möller führt weiter aus, dass die Altäre von Landow und Reinberg wahrscheinlich sogar ausschließlich von Gehilfen Keßlers geschaffen wurden. Die große Menge der Aufträge mache es zudem unmöglich, dass jede Figur zur völligen Neuschöpfung wurde; teilweise wurde noch ein drittes Mal nach dem Entwurf gearbeitet, wobei sich die Stilentwicklung der Zwischenzeit auswirkte, wie zum Beispiel bei den Auferstandenen von Reinberg und Sagard.
- Altar, Taufe und Kanzel, bemalte Holzdecke der Dorfkirche Landow,
- 1710 geweihter Altaraufsatz in der St.-Marien-Kirche zu Görmin[3]
- Altar von 1723 und eine Kanzel aus dem 18. Jahrhundert in St. Johannis zu Lassan,
- 1723 barocker Altar in der Dorfkirche Semlow,
- 1724 Altar in der Pfarrkirche Altenkirchen,
- 1724/25 Altar, Taufengel und Pultengel in der Kirche Lüssow (Gützkow)[4]
- um 1725 Altaraufsatz in der Sankt-Marien-Kirche (Loitz),
- 1725 Patronatsloge gegenüber der Kanzel in der Kirche Voigdehagen,
- 1726 barocker Altaraufsatz in der Dorfkirche Niepars,
- 1726/1727 barocker Altar in der St.-Michael-Kirche (Sagard),
- 1727/1728 Taufengel in der Dorfkirche Prohn,
- 1728 Kanzelaltar und Altarschranke in der Seemannskirche Prerow,
- nach seinem Tod 1732 Taufbaldachin in der Pfarrkirche St. Nikolaikirche zu Stralsund.